# Río Curanja
Der Río Curanja ist ein 320 km langer linker Nebenfluss des Río Purús (in Brasilien: Rio Purus) im Amazonastiefland der peruanischen Provinz Purús.

## Flusslauf
Der Río Curanja entspringt im Westen der Provinz Purús in der Region Ucayali auf einer Höhe von etwa 480 m. Der Río Curanja fließt in überwiegend ostnordöstlicher Richtung durch das Amazonastiefland.
Er verläuft dabei bis Flusskilometer 158 entlang der nördlichen Grenze des IndianerreservatesReserva Indígena Mashco Piro. Bei Flusskilometer 125 verlässt der Fluss den Nationalpark Alto Purús und durchquert im Anschluss das Schutzgebiet Reserva Comunal Purús. Der Río Curanja mündet schließlich auf einer Höhe von etwa 240 m in den Oberlauf des Río Purús.

## Einzugsgebiet
Der Río Curanja entwässert ein Areal von etwa 3700 km². Dieses ist mit tropischem Regenwald bedeckt. Das Einzugsgebiet des Río Curanja grenzt im Süden an das des oberstrom gelegenen Río Purús sowie im Norden an das des Río Envira.